# Slovacchia ai XXIV Giochi olimpici invernali
La Slovacchia ha partecipato ai XXIV Giochi olimpici invernali, che si sono svolti dal 4 al 20 febbraio 2022 a Pechino in Cina, con una delegazione composta da 50 atleti.

## Delegazione
| Sport              | Uomini | Donne | Totale |
| ------------------ | ------ | ----- | ------ |
| Biathlon           | 4      | 4     | 8      |
| Bob                | 0      | 1     | 1      |
| Hockey su ghiaccio | 0      | 25    | 25     |
| Sci alpino         | 2      | 3     | 5      |
| Sci di fondo       | 2      | 3     | 5      |
| Slittino           | 4      | 1     | 5      |
| Snowboard          | 0      | 1     | 1      |
| Totale             | 37     | 13    | 50     |

## Medaglie
| Riepilogo quotidiano | Riepilogo quotidiano | Riepilogo quotidiano | Riepilogo quotidiano | Riepilogo quotidiano | Riepilogo quotidiano | Riepilogo quotidiano |
| -------------------- | -------------------- | -------------------- | -------------------- | -------------------- | -------------------- | -------------------- |
| Giorno               | Data                 |                      |                      |                      | Totale               |                      |
| 5º                   | 9                    | 1                    | 0                    | 0                    | 1                    |                      |
| 15º                  | 19                   | 0                    | 0                    | 1                    | 1                    |                      |
| Totale               | Totale               | 1                    | 0                    | 1                    | 2                    |                      |

### Medagliere per disciplina
| Sport              | Oro | Argento | Bronzo | Totale |
| ------------------ | --- | ------- | ------ | ------ |
| Hockey su ghiaccio | 0   | 0       | 1      | 1      |
| Sci alpino         | 1   | 0       | 0      | 1      |
| Totale             | 1   | 0       | 1      | 2      |

### Medaglie d'oro
| Medaglia | Nome         | Sport      | Evento                    |
| -------- | ------------ | ---------- | ------------------------- |
| Oro      | Petra Vlhová | Sci alpino | Slalom speciale femminile |

### Medaglie di bronzo
| Medaglia | Nome | Sport              | Evento          |
| -------- | --- | ------------------ | --------------- |
| Bronzo   | Nazionale di hockey su ghiaccio maschile della Slovacchia Branislav Konrád Patrik Rybár Matej Tomek Michal Čajkovský Peter Čerešňák Marek Ďaloga Martin Gernát Samuel Kňažko Martin Marinčin Šimon Nemec Mislav Rosandić Peter Cehlárik Marko Daňo Adrián Holešinský Marek Hrivík Libor Hudáček Tomáš Jurčo Miloš Kelemen Michal Krištof Kristián Pospíšil Pavol Regenda Miloš Roman Juraj Slafkovský Samuel Takáč Peter Zuzin | Hockey su ghiaccio | Torneo maschile |

## Risultati

### Biathlon
Maschile
| Atleta                                                | Evento             | Tempo   | Errori      | Pos. |
| ----------------------------------------------------- | ------------------ | ------- | ----------- | ---- |
| Šimon Bartko                                          | 10 km sprint       | 26'58"8 | 3 (2+1)     | 65º  |
| Michal Šíma                                           | 10 km sprint       | 27'02"3 | 1 (1+0)     | 68º  |
| Matej Baloga                                          | 10 km sprint       | 27'41"3 | 1 (0+1)     | 85º  |
| Tomáš Sklenárik                                       | 10 km sprint       | 27'46"3 | 3 (1+2)     | 87º  |
| Michal Šíma                                           | 20 km individuale  | 54'09"0 | 2 (0+1+0+1) | 43º  |
| Tomáš Sklenárik                                       | 20 km individuale  | 58'08"1 | 5 (2+2+1+0) | 80º  |
| Matej Baloga                                          | 20 km individuale  | 58'47"1 | 3 (0+1+1+2) | 84º  |
| Šimon Bartko                                          | 20 km individuale  | 59'47"8 | 7 (2+3+1+1) | 88º  |
| Matej Baloga Šimon Bartko Michal Šíma Tomáš Sklenárik | Staffetta 4x7,5 km | LAP     | LAP         | 21°  |

### Bob
| Atleta             | Evento            | 1ª manche | 1ª manche | 2ª manche | 2ª manche | 3ª manche | 3ª manche | 4ª manche | 4ª manche | Totale  | Totale |
| Atleta             | Evento            | Tempo     | Pos.      | Tempo     | Pos.      | Tempo     | Pos.      | Tempo     | Pos.      | Tempo   | Pos.   |
| ------------------ | ----------------- | --------- | --------- | --------- | --------- | --------- | --------- | --------- | --------- | ------- | ------ |
| Viktória Čerňanská | Monobob femminile | 1'05"75   | 12ª       | 1'06"41   | 15ª       | 1'06"62   | 18ª       | 1'06"47   | 15ª       | 4'25"25 | 17ª    |